# Guendalina Buffon
Guendalina Buffon (* 14. Mai 1973 in Carrara, Italien) ist eine ehemalige italienische Volleyballspielerin.

## Werdegang
Guendalina Buffon begann ihre Karriere als 14-Jährige bei Valsega Carrara in der Serie B1. 1988 wechselte sie zu Cosaid Carrarese in die Serie A2, welche Buffon ein Jahr später Richtung Sirio Perugia in die Serie A1 verließ. Fortan spielte die Außenangreiferin in der höchsten italienischen Volleyballliga: bis 1993 in Perugia, von 1993 bis 1995 bei Impresem Agrigento und von 1995 bis 1999 bei Pallavolo Femminile Matera. Mit der italienischen Nationalmannschaft nahm Buffon 1994 an der Weltmeisterschaft in Rio de Janeiro teil. Ihre größten Erfolge waren 1992 der Gewinn des Italienischen Pokals und 1996 der Sieg in der europäischen Champions League. Nach zwei weiteren Jahren in der Serie A2 bei Figurella Florenz und bei Fiam ITA Meta Pesaro beendete Buffon 2001 ihre Karriere.

## Privates
Sie ist eine Tochter der Leichtathletin Maria Stella Masocco und eine Schwester des Fußballtorwarts Gianluigi Buffon. Der ehemalige Torhüter Lorenzo Buffon ist ein Cousin ihres Großvaters.